# 忍者蛙与双截龙
《忍者蛙与双截龙》是一款由Rare開發，Tradewest发售的清版動作遊戲，融合了Rare旗下的忍者蛙系列與Technōs Japan旗下的双截龙系列角色。遊戲於1993年6月在歐美地區NES發佈並在同年12月於Sega Genesis、超級任天堂（SNES）和Game Boy平台發佈。
儘管Technōs Japan授權Tradewest作為双截龙系列在北美地區的代理商，但沒有加入本作的開發，而負責開發的Rare亦沒有收到反饋。
超級任天堂（SNES）版於2024年9月18日在任天堂Switch Online歐美地區上第一次重新發佈，因為它沒有收錄於2015年在Xbox One平台發行的《Rare Replay》合輯中。

## 介绍
黑暗女王因为被忍者蛙打败所以逃到宇宙，但后来地球的军队被瓦解，一个飞船降落在月亮。黑暗女王重新出现，并计划称霸星系，所以和双截龙的影子武士结盟。也因此忍者蛙和比利、吉米李请求帮助。